# هنري ريتشارد ويب
هنري ريتشارد ويب (بالإنجليزية: Henry Richard Webb)‏ هو سياسي نيوزلندي، ولد في 1829 بسيدني في أستراليا، وتوفي في 11 فبراير 1901 في نيوزيلندا. انتخب عضو مجلس النواب نيوزيلندا.